# Mégasome recourbé
Streblote panda
Espèce
Le mégasome recourbé (Streblote panda) est une espèce de lépidoptères appartenant à la famille des Lasiocampidae.
- Répartition : du sud de l’Espagne à l’Égypte.
- Envergure du mâle : de 14 à 20 mm.
- Période de vol : toute l’année, jusqu’à quatre générations.
- Plantes-hôtes : chenilles polyphages.

## Source
- P.C. Rougeot, P. Viette, Guide des papillons nocturnes d'Europe et d'Afrique du Nord, Delachaux et Niestlé, Lausanne 1978.